# Hustads kommun
Hustads kommun (norska: Hustad kommune) var en kommun i Møre og Romsdal fylke i västra Norge. Kommunen omfattade ett område i den norra delen av nuvarande Hustadvika kommun (Hustads socken). Byn Hustad utgjorde kommunens centralort.

## Administrativ historik
Hustads kommun upprättades den 1 juli 1918 genom utbrytning ur Buds kommun. Kommunen hade 2 062 invånare vid upprättandet.
Den 1 januari 1964 gick Hustads kommun, tillsammans med Buds kommun, upp i Fræna kommun. Kommunens hade då 2 196 invånare.